# WASP-10b
WASP-10b Es un planeta extrasolar que orbita la estrella WASP-10, estrella de magnitud aparente 12.7, tipo espectral K2 y que posee una temperatura en su fotósfera de 5065 K. Se encuentra a unos 300 años luz de distancia.
Su radio y masa indican que posiblemente se trate de un gigante gaseoso, similar a Júpiter, aunque por su cercanía con su estrella (un 4.15% de la distancia de la Tierra al Sol), se clasificaría como un Júpiter caliente. No ha sido informada su ascensión recta ni su declinación.